# Kachaber Gogiczaiszwili
Kachaber Gogiczaiszwili (gruz. კახაბერ გოგიჩაიშვილი, ur. 31 października 1968 w Tbilisi) – gruziński piłkarz grający na pozycji pomocnika. W kadrze narodowej rozegrał 27 meczów i strzelił 1 gola.

## Kariera piłkarska
Swoją karierę piłkarską Gogiczaiszwili rozpoczął w klubie Guria Lanczchuti. W sezonie 1987 zadebiutował w jego barwach w Wyższej Lidze radzieckiej. Na koniec sezonu spadł z Gurią do Pierwej Ligi. W 1988 roku przeszedł do Dinama Tbilisi. W 1990 roku klub zmienił nazwę na Iberi Tbilisi i zaczął grać w nowo utworzonej lidze gruzińskiej W sezonach 1990 i 1991 Gogiczaiszwili wywalczył z Iberi dwa tytuły mistrza Gruzji.
W 1991 roku Gogiczaiszwili wrócił do Gurii Lanczchuti, a rok później został zawodnikiem Szewardeni Tbilisi. W sezonie 1992/1993 wywalczył z nim wicemistrzostwo Gruzji. W sezonie 1994/1995 grał w FC Samtredia, z którym został wicemistrzem kraju. W latach 1995–1997 ponownie grał w Dinamie Tbilisi. W sezonach 1995/1996, 1996/1997 i 1997/1998 wywalczył z nim mistrzostwo Gruzji. W 1996 i 1997 zdobył też dwa Puchary Gruzji.
W 1998 roku Gogiczaiszwili został zawodnikiem izraelskiego Hapoelu Aszkelon. W sezonie 1997/1998 spadł z nim z pierwszej do drugiej ligi. W 1998 roku grał też w Lokomotiwie Niżny Nowogród.
W 1999 roku Gogiczaiszwili wrócił do Gruzji. W sezonie 1998/1999 wywalczył z Dinamem Tbilisi tytuł mistrzowski. Latem 1999 roku przeszedł do Lokomotiwi Tbilisi. W 2000 i 2002 roku zdobył z nim dwa Puchary Gruzji. W sezonach 2000/2001 i 2001/2002 został z nim wicemistrzem kraju. Wiosną 2003 grał w Merani Tbilisi, w którym po pół roku gry zakończył karierę.
| Sezon   | Klub                     | Kraj   | Rozgrywki        | Mecze | Gole |
| ------- | ------------------------ | ------ | ---------------- | ----- | ---- |
| 1987    | Guria Lanczchuti         | ZSRR   | Wysszaja Liga    | 5     | 0    |
| 1988    | Guria Lanczchuti         | ZSRR   | Pierwaja Liga    | 20    | 2    |
| 1988    | Dinamo Tbilisi           | ZSRR   | Wysszaja Liga    | 15    | 4    |
| 1989    | Dinamo Tbilisi           | ZSRR   | Wysszaja Liga    | 30    | 4    |
| 1990    | Iberia Tbilisi           | Gruzja | Umaglesi Liga    | 32    | 4    |
| 1991    | Iberia Tbilisi           | Gruzja | Umaglesi Liga    | 13    | 2    |
| 1991/92 | Guria Lanczchuti         | Gruzja | Umaglesi Liga    | 26    | 3    |
| 1992/93 | Szewardeni Tbilisi       | Gruzja | Umaglesi Liga    | 32    | 13   |
| 1993/94 | Szewardeni Tbilisi       | Gruzja | Umaglesi Liga    | 27    | 12   |
| 1994/95 | FC Samtredia             | Gruzja | Umaglesi Liga    | 28    | 11   |
| 1995/96 | Dinamo Tbilisi           | Gruzja | Umaglesi Liga    | 24    | 19   |
| 1996/97 | Dinamo Tbilisi           | Gruzja | Umaglesi Liga    | 17    | 5    |
| 1997/98 | Dinamo Tbilisi           | Gruzja | Umaglesi Liga    | 8     | 0    |
| 1997/98 | Hapoel Aszkelon          | Izrael | Ligat ha’Al      | 12    | 1    |
| 1998    | Lokomotiw Niżny Nowogród | Rosja  | Pierwyj diwizion | 4     | 0    |
| 1998/99 | Dinamo Tbilisi           | Gruzja | Umaglesi Liga    | 6     | 1    |
| 1999/00 | Lokomotiwi Tbilisi       | Gruzja | Umaglesi Liga    | 10    | 1    |
| 2000/01 | Lokomotiwi Tbilisi       | Gruzja | Umaglesi Liga    | 27    | 6    |
| 2001/02 | Lokomotiwi Tbilisi       | Gruzja | Umaglesi Liga    | 29    | 3    |
| 2002/03 | Lokomotiwi Tbilisi       | Gruzja | Umaglesi Liga    | 5     | 1    |
| 2002/03 | Merani Tbilisi           | Gruzja | Umaglesi Liga    | 7     | 0    |

## Kariera reprezentacyjna
W reprezentacji Gruzji Gogiczaiszwili zadebiutował 2 września 1992 roku w wygranym 1:0 towarzyskim meczu z Litwą, rozegranym w Kownie. W swojej karierze grał w eliminacjach do Euro 96 i do MŚ 1998. Od 1992 do 2000 rozegrał w kadrze narodowej 27 meczów i zdobył 1 gola.